# Rivière Capitachouane
Rivière Capitachouane är ett vattendrag i Kanada.   Det ligger i provinsen Québec, i den sydöstra delen av landet, 260 km norr om huvudstaden Ottawa.
I omgivningarna runt Rivière Capitachouane växer i huvudsak blandskog. Trakten runt Rivière Capitachouane är nära nog obefolkad, med mindre än två invånare per kvadratkilometer.